# Eugenia ligustroides
Eugenia ligustroides är en myrtenväxtart som beskrevs av Ignatz Urban. Eugenia ligustroides ingår i släktet Eugenia och familjen myrtenväxter. Inga underarter finns listade i Catalogue of Life.